# Schachendorf (Cham)
Schachendorf ist ein Gemeindeteil der Kreisstadt Cham und eine Gemarkung im oberpfälzischen Landkreis Cham in Ostbayern.

## Lage und Verkehrsanbindung
Das Dorf Schachendorf liegt etwas mehr als sechs Kilometer südlich des Stadtkerns von Cham. Die Bundesstraße 20 verläuft westlich.
Die Gemarkung Schachendorf liegt vollständig im Stadtgebiet von Cham und hat eine Fläche von etwa 3576 Hektar.

## Geschichte
In Schachendorf war das Stammschloss der Herren von Schachendorf angesiedelt. Es ist jedoch unbekannt, wann sich die ersten Schachendorfer hier ansiedelten. Urkundlich wird der Edelsitz der Schachendorfer erstmals 1375 erwähnt. Bereits 1390 erscheinen die Schachendorfer nicht mehr als Besitzer des Schlosses Schachendorf. 1391 erscheint in einer Urkunde Achatz der Püdenstorfer als Eigentümer, 1398 wird nennt er sich Achatz der Pudmstorfer zu Schächendorff genannt. Für den Zeitraum bis Anfang des 16. Jahrhunderts geben die Chamer Urkunden dann keinen Aufschluss mehr über die Besitzer des Landschlosses.
Schachendorf ist eine der neuesten Hofmarken im Landgericht Cham. Mitte des 16. Jahrhunderts ist sie in der Landtafel als Besitz der Gleißenthal verzeichnet. Im 17. Jahrhundert ist ein häufiger Besitzerwechsel zu verzeichnen. 1683 erwarb die Hofmark Johann Ludwig von Gleißenthal auf Zandt veräußert. Bis in das 19. Jahrhundert verbleibt Schachendorf bei den Gleißenthals. Vorübergehend ist hier auch ein Rittmeister Max von Romaier beglaubigt; diesem wird 1820 die Bildung einer Patrimonialgerichts II. Klasse gestattet. 1842 werden die Dominikalien durch den Staat von den Freiherrn von Gleißenthal erworben und die adelige Gerichtsbarkeit beendet.
1818 wurde die Landgemeinde Schachendorf durch das bayerische Gemeindeedikt gebildet. Am 1. Juli 1972 wurde die Gemeinde Schachendorf nach Chammünster eingemeindet. Durch die Eingemeindung von Chammünster in die Stadt Cham am 1. Mai 1978 wurde Schachendorf ein Stadtteil von Cham.

## Baudenkmäler
- Gasthaus mit geschlossenem Wirtschaftshof
- Katholische Nebenkirche St. Maria
- Schloss Schachendorf
- Bauernhaus
- Steinkreuz, sogenannter Moarstoa

Siehe auch: Liste der Baudenkmäler in Schachendorf